# Aeródromo de La Cabaña
El aeródromo de La Cabaña (OACI: MSLC) es un aeródromo de aviación general que sirve al pueblo de La Cabaña en el departamento de San Salvador en El Salvador.
La pista de aterrizaje es de césped y tiene una longitud de 1.030 metros. Está ubicada en el lado oriental del pueblo.
El VOR-DME de El Salvador (Ident: CAT) está ubicado a 65,0 kilómetros al sur-sureste del aeródromo. El VOR-DME de Ilopango (Ident: CAT) está ubicado a 36,3 kilómetros al sur-sureste del aeródromo.